# Hard to Handle (film)
Hard to Handle is een Amerikaanse filmkomedie uit 1933 onder regie van Mervyn LeRoy.

## Verhaal
De oplichter Lefty Merrill organiseert een dansmarathon. De wedstrijd is opgezet, zodat zijn vriendin het prijzengeld zal winnen. Wanneer zijn compagnon tijdens de marathon met het geld verdwijnt, moet Lefty een manier verzinnen om het prijzengeld alsnog uit te betalen.

## Rolverdeling
| Acteur        | Personage      |
| ------------- | -------------- |
| James Cagney  | Lefty Merrill  |
| Mary Brian    | Ruth Waters    |
| Allen Jenkins | Radio-omroeper |
| Ruth Donnelly | Lil Waters     |
| Claire Dodd   | Marlene Reeves |
| Robert McWade | Charles Reeves |